# Rapimento della Chiesa

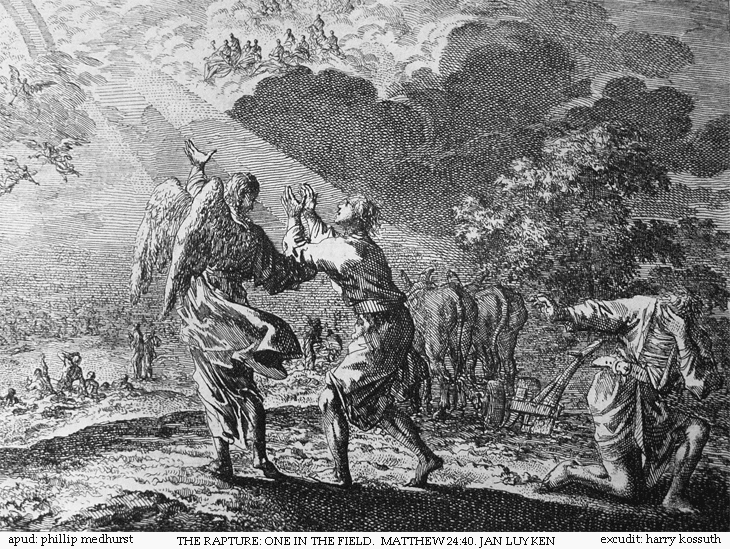
"Allora due uomini saranno nel campo: uno sarà preso e l'altro lasciato." (Matteo). Illustrazione di Jan Luyken tratta dalla Bibbia di Robert Bowyer del 1795

Nell'ambito dell'escatologia cristiana il rapimento è la realizzazione di alcuni eventi descritti in 1 Tessalonicesi 4:16 e nell'Apocalisse di Giovanni

## Descrizione
Il Nuovo Testamento spiega come Gesù Cristo scenderà dal cielo e porterà con sé tutti quelli nati di nuovo, i quali verranno trasportati simultaneamente a incontrare il Signore nell'aria e, dopo aver subito una trasformazione del corpo, si uniranno ai credenti precedentemente morti che nel contempo passeranno attraverso la prima risurrezione.  
Riguardo al rapimento fra i teologi evangelici c'è disaccordo se si verificherà prima o dopo la cosiddetta Grande Tribolazione, un periodo di sette anni che tali teologi sostengono debba precedere la seconda venuta di Cristo sulla Terra. Disaccordo sussiste anche circa la presunta durata di tale Grande Tribolazione:  sette anni secondo alcuni, o solo tre anni e mezzo secondo altri. 
Alcuni ritengono che la tribolazione di cui parla il Vangelo secondo Matteo (capitolo 24), è già avvenuta nel 70 d.C. con la distruzione di Gerusalemme. 
Collegata al rapimento è la dottrina del millenarismo, secondo cui prima (per alcuni) o dopo (per altri) Satana e i suoi angeli saranno legati e Cristo e la sua Chiesa regneranno sulla terra per mille anni, dopo di che verrà il giudizio universale.

## Interpretazione
Nel suo Compendium Theologiae, Tommaso d'Aquino cita un altro Dottore della Chiesa, sant'Agostino, per spiegare che nessuno viene risparmiato dalla morte e dalla separazione dell'anima dal corpo. Il rapimento della Chiesa riguarda, invece, la morte dei fedeli e la loro immediata resurrezione della carne, subito dopo tale morte.